# Andrej Petrovič Kapica
Andrej Petrovič Kapica (Андрей Петрович Капица; Cambridge, 9 luglio 1931 – Mosca, 2 agosto 2011) è stato un geografo russo.
Suo padre era Pëtr Leonidovič Kapica, vincitore del Premio Nobel per la Fisica nel 1978.
Fra i più noti esploratori del continente antartico, è stato lo scopritore del Lago Vostok, il più grande Lago subglaciale in Antartide.
| Controllo di autorità | VIAF (EN) 111897146 · ISNI (EN) 0000 0000 8306 7980 · LCCN (EN) n80158465 · GND (DE) 1249788447 |